# Sumitomo Metal Mining
Sumitomo Metal Mining Co., Ltd. — японская горнодобывающая компания со специализацией на цветных металлах. Входит в кэйрэцу Sumitomo.

## История
В 1590 году один из основателей Sumitomo Group Риэмон Сога начал заниматься выплавкой меди в Киото. Он изобрёл технологию отделения серебра от меди. В 1691 году началась разработка медных рудников близ города Ниихама, префектура Эхимэ. 
В 1905 году на острове Сисака был введён в эксплуатацию завод по выплавке меди.
В 1927 году из Sumitomo Joint-stock Company и Besshi Mining Company была образована Sumitomo Besshi Mining Co., Ltd. В 1937 году Sumitomo Besshi Mining Co., Ltd.  Sumitomo Coal Mining Co., Ltd. были объединены в Sumitomo Mining Co., Ltd. 
В 1939 году на медеплавильном заводе компании были внедрены установки очистки, которые решили проблему выбросов. В том же году был налажен выпуск никеля. 
В 1946 году название компании было изменено на Seika Kogyo (Mining) Co., Ltd. В 1950 году горнометаллургический дивизион компании был выделен в отдельную структуру — Besshi Mining Co., Ltd., название которого в 1950 году было изменено на Sumitomo Metal Mining Co., Ltd. 
В 1954 году компания входит в капитал Taihei Metal Industry Co., Ltd., что позволяет существенно увеличить производство никеля. 
В 1956 году с создания компании Hyuga Smelting Co., Ltd. началось производство ферроникеля. В марте 1957 года создана компания Asakawa Industrial Co., Ltd., производившая смазки на основе дисульфида молибдена (в 1962 году компания была переименована в Sumico Lubricant Co., Ltd.). 
В 1960 году создана Tokyo Electronic Metal Co., Ltd. для выпуска диоксида германия. В 1965 году создана Центральная научно-исследовательская лаборатория. 
В 1971 году в Тоё запущен медеплавильный завод. 
В 1982 году обнаружено золотоносное месторождение близ Хисикари. Ориентировочные запасы составляли 120 тонн золота. Уже в 1983 году началась разработка месторождения. 
В 1986 году Sumitomo Metal Mining совместно с Sumitomo Corporation инвестировали в проект по добыче меди в Аризоне. Американским партнёром выступила Phelps Dodge Corporation.
В 1988 году компания входит в капитал International Nickel Indonesia. 
К 1997 году на месторождении Хисикари было добыто 83 тонны золота. Таким образом, месторождение стало крупнейшим в Японии. 
В 2004 году было принято решение начать добычу меди в Перу. В 2005 году компания начинает разработки медных руд в Чили.